# Dannella lita
Dannella lita is een haft uit de familie Ephemerellidae. De wetenschappelijke naam van de soort is voor het eerst geldig gepubliceerd in 1949 door Burks.
De soort komt voor in het Nearctisch gebied.